# 초코 (빠샤메카드)
초코는 빠샤메카드, 빠샤메카드 S에 등장하는 소년 캐릭터이다.

## 성격
동생인 캔디를 잘 챙기며, 케인, 아이비를 잘 따른다.

## 작중행적

### 빠샤메카드
19화에서 아이비와의 배틀에서 이기고 블랙미러의 정예부대로 인정받았다.
22화에서는 아라의 메카니멀인 미리내에게서 어둠의 그림자가 블랙미러의 1인자인 케인을 노리고있다는 사실을 아이비에게 케인을 만나기위해서 그리고 어둠의 그림자에 대해 아이비에게 알려주기 위해 가지만, 케인을 만나지도 못하고 집으로 돌아온다. 그 다음 나찬이 아이비를 불러달라는 부탁을 받자 아이비를 부른다.
24화에서는 케인의 집에 찾아온다.
25화에서는 사라져버린 아이비, 케인를 찾으러 나섰다가 어둠의 그림자를 만나게 된다.
26화에서는 아이비, 케인이 어떻게 어둠에 어떻게 물들었는지에 대한 이야기를 듣게 된다.

### 빠샤메카드 S
3화에서는 케인이 빼앗은 실프, 그리고 아이비가 빼앗은 프리버디에게 괜찮냐고 물어본다. 3화 마지막에는 캔디를 나찬에게 보낸다.
10화에서는 스타워리어를 가지고 마이트의 도움을 받아 블랙미러를 탈출하게 된다.
19화에서는 케인, 아이비, 마이트, 고든과 배틀하게 된다.
26화에서는 친구들과 나찬을 구해낸다.